# Малла-хан
Малла-хан (узб. Mallaxon; 1829–1862) — 16-й хан Кокандського ханства в 1858—1862 роках.

## Життєпис
Походив з династії Мінгів. Син Шералі-хана, володаря Кокандського ханства. Народився 1812 року в Коканді. Отримав титул бека. У 1844 році його батька було повалено й страчено, але Малла врятувався.
У 1858 році відправлений братом Худояр-ханом, на придушення повстання кипчаків у Ташкенті. Але той також виступив проти хана, очоливши повстання. На бік Малла-бека перейшло декілька військовиків, а також киргизи на чолі із Асан-бієм і Алімбек-дадхі. В результаті Худояр-хана було повалено, а Малла став новим ханом Коканду. Худояр утік до Бухари.
Правління Малла-хана характеризується репресіями та впливом кипчако-киргизької знаті на чолі з Алім-Кулі. Водночас постійно збільшувалися податки для ведення війн на півночі. Вдалося розширити межі ханства уздовж річки Чу. В результаті кокандський хан вступив у володіння казахів, васалів Російської імперії. З цього часу почалися прикордонні конфлікти між обома державами.
У 1861 році в прикордонні росіяни звели фортецю Яні-Курган. Малла-хан почав готуватися для боротьби з ними. Але 1862 року його вбито внаслідок змови. Новим ханом став його стриєчний брат Шахмурад-хан.